# Mammuthus africanavus
Espèce
Mammuthus africanavus ou mammouth africain  est une espèce fossile du genre Mammuthus et une des espèces africaines de mammouth. Il est apparu pour la première fois il y a environ 4,8 millions d'années, au cours du Pliocène, et on en a trouvé des fossiles au Tchad, en Libye, au Maroc et en Tunisie.

## Classification
L'espèce Mammuthus africanavus est décrite par Camille Arambourg en 1952.

## Présentation
Bien qu'elle se soit éteinte (relativement) peu après, c'est-à-dire il y a 4 millions d'années, c'est l'espèce dont descendent le mammouth méridional et les espèces de mammouths qui l'ont suivi. En fait son nom scientifique, Mammuthus africanavus, signifie mammouth africain ancestral. Malgré ses origines africaines, ni Mammuthus africanavus ni ses descendants ne sont en parenté étroite avec l'éléphant d'Afrique. Sa lignée s'est séparée de celle de l'éléphant d'Asie voici environ 5 millions d'années, au début du Zancléen.